# 江悦之
江 悦之（こう えつし、445年頃 - 505年頃）は、中国の南北朝時代の軍人。字は彦和。本貫は済陽郡考城県。

## 経歴
江範之の子として生まれた。幼いころに父が劉裕に処刑されたため、孤児となった。宋に仕えて、諸王の参軍を歴任した。斉の初年、荊州征西府中兵参軍となり、軍主を兼ねた。屯騎校尉に転じ、後軍将軍の位を受けた。漢中に派遣され、輔国将軍となった。梁の初年、劉季連が蜀で反乱を起こすと、悦之は軍を率いて反乱を鎮圧し、功績により冠軍将軍に進んだ。武興氐が白馬を落とし、南鄭を攻撃すると、悦之は防戦して氐軍を撃破し、白馬を奪回した。
天監3年（504年）、梁の秦梁二州刺史の荘丘黒が死去すると、悦之は夏侯道遷や龐樹・李忻栄・張元亮・士孫天与らとともに北魏に帰順した。正始2年（505年）、梁の華陽郡太守の尹天宝の攻撃を受けて敗れ、南鄭を包囲された。悦之は家財を散じて部下に分け与え、昼夜なく督戦した。武興軍の援軍をえて、尹天宝を撃退することができた。夏侯道遷とともに洛陽に到着し、まもなく死去した。享年は61。輔国将軍・梁州刺史の位を追贈され、安平県開国子に追封された。諡は荘といった。

## 子女
- 江文遙
- 江文遠（中散大夫・龍驤将軍）

## 伝記資料
- 『魏書』巻71 列伝第59
- 『北史』巻45 列伝第33